# Direction générale des Études et Recherches
La direction générale des Études et Recherches (DGER) est le service de renseignement français qui, après la Libération, en octobre 1944, prend la succession de la Direction générale des Services spéciaux (DGSS).

## Création de la DGER
La fusion des deux services de renseignement de la France libre (BRAL à Londres et BRAA à Alger) avait donné naissance le 27 novembre 1943 à la Direction générale des services spéciaux (DGSS).
Le 26 octobre 1944, la DGSS est transformée en Direction générale des Etudes et Recherches (DGER).
Jacques Soustelle est confirmé à sa tête le 6 novembre 1944. Dès le 19 avril 1945, André Dewavrin, responsable de la Direction technique de la DGSS, prend sa succession en tant que Directeur général.

## Organisation de la DGER
Lors de sa fondation, la DGER est constituée de plus de 10 000 hommes d'origines diverses (anciens du BCRA, anciens du SOE, anciens FTP...). Parmi les effectifs, certains hommes sont des techniciens chevronnés du renseignement, d'autres des néophytes sans formation.
Le colonel Jean Chrétien, puis le lieutenant-colonel Roger Lafont sont successivement chefs du service de contre-espionnage de la DGER.

## Le Service Action de la DGER
En 1944, est mis en place à Calcutta un service de renseignement français, la Section de Liaison Française en Extrême Orient, qui dispose d’un service Action baptisé French Indo-China Section (lit. "section Indochine française"), dirigée par François de Langlade, qui dépend pour emploi de la Force 136. La S.F.L.E.O. disparaît rapidement au profit de la D.G.E.R. 
L’état-major de la FIS, la Mission Militaire Française d'Extrême-Orient, commandée par le général Blaizot, se trouve à Kandy, à Ceylan, tout comme le bureau central de la Force 136, et la centrale d’exécution à Calcutta, en Inde. À partir de novembre 1944, la FIS commence à parachuter un nombre limité d'équipes de commandos, notamment au Laos.

## Disparition de la DGER
La DGER devient le Service de documentation extérieure et de contre-espionnage (SDECE), le 28 décembre 1945, après une sélection des effectifs.
Les services du Deuxième Bureau sont rattachés à l'État-Major.